# Kurt von Briesen
Kurt von Briesen (ur. 3 maja 1886 w Anklam, zm. 20 listopada 1941 w Charkowie) − niemiecki generał, dowódca 30 Dywizji Piechoty. Odznaczony Krzyżem Rycerskim.

## Życiorys
Kurt von Briesen urodził się 3 maja 1886 w Anklam jako syn generała porucznika Alfreda von Briesen. W roku 1904 wstąpił do wojska. Podczas I wojny światowej walczył we Francji.
1 sierpnia 1939 roku został awansowany do rangi generała porucznika a miesiąc po tym został dowódcą 30 Dywizji Piechoty.
Zmarł 20 listopada 1941 roku na froncie wschodnim podczas operacji Barbarossa.

## Odznaczenia
- Krzyż Żelazny I Klasy (I wojna światowa)[3]
- Krzyż Rycerski Krzyża Żelaznego (27 października 1939)[4]
- Czarna Odznaka za Rany[3]
- Wspomnienie w Wehrmachtbericht (22 listopada 1941)[4]